# امپراتوری فرانک
امپراتوری فرانک یا پادشاهی فرانک یا کنفدراسیون فرانک (به لاتین: regnum Francorum)، قلمرویی تحت سلطهٔ فرانک‌ها بود که کنفدراسیونی از قبایل ژرمن در قرون وسطی به‌شمار می‌رفت.

## نظام حکمرانی
امپراتوری فرانک‌ها یک نظام حکومتی چند مرکزی بود که در آن مجموعه‌ای از بخش‌های در هم تنیده و دارای روابط متقابل توسط منافع شخصی اشراف محلی به یکدیگر اتصال داشتند. در حقیقت این اشراف محلی بودند که انسجام این دستگاه حکومتی را حفظ می‌کردند. در غیاب زیرساخت اداری نهادینه‌شده، تفویض اختیار از رده‌های بالاتر ناگزیر منجر به تقسیم قدرت می‌شد. با محوریت مالکیت زمین، امپراتوری فرانک یک نظام سیاسی مالیات‌پایه نبود. نیروهای نظامی پادشاه را اشراف محلی تأمین می‌کردند؛ از این رو پادشاه برای حکومت به رضایت این اشراف نیازمند بود. با این وجود پادشاه نقش فعالی در تمامی قلمروی خود داشت و در امور سیاسی فرا تر از مرکز نیز دخالت می‌کرد. راهبردهای سیاسی طبقه اشراف، هر آن اندازه خود محورانه هم که بود، اساساً حول جایگاه پادشاه صورت می‌گرفت؛ چرا که پادشاه به عنوان ثروت‌مندترین شخص امپراتوری از آن‌ها حمایت مالی می‌کرد و مشروعیت می‌بخشید. در این شرایط پادشاه و حاکمان محلی به‌طور معمول دنبال حصول توافق‌های جمعی از طریق شوراها بودند.